# Bandar Rejo (Natar)
Bandar Rejo is een bestuurslaag in het regentschap Lampung Selatan van de provincie Lampung, Indonesië. Bandar Rejo telt 3120 inwoners (volkstelling 2010).